# Recensământul populației din 1992 (România)
Acesta a fost primul recensământ al populației care a avut loc în România după căderea regimului comunist în urma Revoluției Române din 1989. 
În ziua de 7 Ianuarie 1992, în România a început recensământul populației și al locuințelor. Procesul de colectare a datelor s-a încheiat la data de 14 ianuarie 1992, cu următoarele rezultate:
| Etnicitate  | număr      | %     |
| ----------- | ---------- | ----- |
| Români      | 20,408,542 | 89.5  |
| Maghiari    | 1,624,959  | 7.1   |
| Romi        | 401,087    | 1.8   |
| Germani     | 119,462    | 0.5   |
| Ucraineni   | 65,764     | 0.3   |
| Ruși        | 38,606     | 0.2   |
| Turci       | 29,832     | 0.1   |
| Sârbi       | 29,408     | 0.1   |
| Tătari      | 24,596     | 0.1   |
| Slovaci     | 19,594     | 0.1   |
| Bulgari     | 9,851      | 0.1   |
| Evrei       | 8,955      | 0.0   |
| Cehi        | 5,797      | 0.0   |
| Polonezi    | 4,232      | 0.0   |
| Croați      | 4,085      | 0.0   |
| Greci       | 3,940      | 0.0   |
| Armeni      | 1,957      | 0.0   |
| Alții       | 8,602      | 0.0   |
| Nedeclarată | 766        | 0.0   |
| Total       | 22,810,035 | 100.0 |